# Värmdö (đô thị)
Đô thị Värmdö (tiếng Thụy Điển: Värmdö kommun) là một đô thị ở hạt Stockholm của Thụy Điển. Thủ phủ là thị xã Värmdö. Dân số thời điểm 31 tháng 12 năm 2000 là 31260 người.